# الدوري النرويجي الممتاز 2005
الدوري النرويجي الممتاز 2005 (بالنرويجية: Tippeligaen 2005) هو الموسم 61 من  الدوري النرويجي الممتاز. أقيم خلال الفترة 10 أبريل 2005 وحتى 29 أكتوبر 2005، وكان عدد الأندية المشاركة فيه  14، وفاز فيه نادي فوليرينغا.